# Darko Miličić
Darko Miličić (serbiska: Дарко Миличић), född 20 juni 1985 i Novi Sad i SR Serbien i SFR Jugoslavien, är en serbisk före detta basketspelare. Darko Miličić spelade senast för Boston Celtics i NBA som center.

## Lag
- KK Hemofarm (2001–2003)
- Detroit Pistons (2003–2006)
- Orlando Magic (2006–2007)
- Memphis Grizzlies (2007–2009)
- New York Knicks (2009–2010)
- Minnesota Timberwolves (2010–2012)
- Boston Celtics (2012)